# Vitali Șcerbo
Vitali Șcerbo (în rusă Виталий Щербо, n. 13 ianuarie 1972, Minsk, RSS Bielorusă, URSS) este unul dintre cei mai buni gimnaști din Belarus. El a participat la Jocurile Olimpice de la Barcelona (1992) și de la Atlanta (1996).

## Palmares
În total, Șcerbo a câștigat 6 medalii de aur și 4 medalii de bronz la jocurile olimpice. El se află  pe locul 19 în clasamentul celor mai medaliați sportivi olimpici. De asemenea, a mai fost de 8 ori campion european și de 10 ori campion mondial.